# 제36회 미국 작가 조합상
제36회 미국 작가 조합상은 1983년 뛰어난 활동을 보인 영화 작가를 기리기 위해 1984년 4월에 열린 시상식이다. LA, 비벌리 힐튼 호텔에서 개최되었다.

## 수상 및 후보

### 각본상
- 텐더 머시스 - 호톤 푸트 수상
- 새로운 탄생 - 로렌스 캐스단 수상

### 각색상
- 애정의 조건 - 제임스 L. 브룩스 수상
- 줄리어스 J. 엡스타인 수상

### 월계수상
- 멜빈 프랭크 수상
- 노먼 파나마 수상
- 잭 로즈 수상
- 멜빌 샤벨슨 수상

### 발렌타인 데이비스 상
- Jerome Lawrence 수상
- Robert E. Lee 수상

### 모건 콕스 상
- 네이트 모네스터 수상